# Visayeres acron
Visayeres acron is een krabbensoort uit de familie van de Pinnotheridae. De wetenschappelijke naam van de soort is voor het eerst geldig gepubliceerd in 2007 door Ahyong & Ng.